# シュニッテン
シュニッテン（独：単Schnitte,複Schnitten）は、主にドイツやオーストリアでの菓子に用いる用語で、元々は「切菓子」という意味なので主に細長く、小口に切り分けることのできる菓子を指す。主な菓子にカーディナルシュニッテンがある。
トルテ等と一緒にクーヘン（独：Kuchen）と呼ぶこともあるが、あまり多くないようである。
リンツァートルテ等、トルテがシュニッテンとして作られるケースも多い。
トルテに比べ、歴史や逸話に関する情報が非常に少ない為か、あまり日本では馴染みが無い。